# Rupiah Banda
Rupiah Bwezani Banda, född 19 februari 1937 i Miko nära Gwanda, Matabeleland South, Zimbabwe, död 11 mars 2022 i Lusaka, var en zambisk politiker och diplomat som var Zambias president mellan 2008 och 2011. Han var landets fjärde president, och drev som president en investerarvänlig politik.
Banda utbildade sig i ekonomisk historia vid Lunds universitet i Sverige och i utvecklingsstudier vid Cambridges universitet i Storbritannien. Han var UNIP-partiets representant i Nordeuropa från 1960 och blev vid Zambias självständighet ambassadör i Egypten. Senare var han ambassadör bland annat i USA 1967-1970 och FN-ambassadör 1974-1975.
Han var utrikesminister 1975-1976, blev medlem av parlamentet 1978 och var under en period gruvminister. 2006 utnämndes han till vicepresident och anslöt sig till regeringspartiet Movement for Multiparty Democracy (MMD). När Levy Mwanawasa dog 2008 tog Banda över som fungerande president, och valdes sedan till president i oktober 2008. Banda vann valet med 40,1 procent av rösterna, men valutgången debatterades och oppositionen anklagade Banda för valfusk.
Oppositionsledaren Michael Sata besegrade Banda i presidentvalet i september 2011, varpå denne efterträdde Banda som president den 23 september 2011.